# コロギス
コロギス（蟋蟋螽、Prosopogryllacris japonica）は、バッタ目コロギス科の昆虫。名前の通り体型はコオロギ、色など全体の雰囲気はキリギリスの様である。

## 形態
体長（頭部より羽先まで）30-40mm前後。メスはオスよりやや大きい。名前が示すとおり、コオロギ類とキリギリス類の中間的形質を持つ。体は明るい緑色、脚は若干青みが強い。前・中脚脛節には棘が並ぶ。この棘は捕食行動の際用いる他葉を綴る際抱え込むようにして滑り止めの役目を果たす。他のコロギス上科の仲間で葉を綴る習性がない物はこの棘がまばらである（マキバネコロギス類（Schizodactylidae）、リオックなど）。後脚はあまり長くなく、腿節もあまり膨らまない。このため跳躍力はさして強くないが、危険を感じると跳躍した後素早く走って逃げる。頭部には非常に長い触角を備え、複眼は黄褐色、単眼は乳白色-黄色で目立つ。羽は黄褐色で腹先から僅かに出て、質が薄く、威嚇の際広げて体を大きく見せるのに使うのが殆どで、飛翔の役には立たない。発音器もないため鳴くこともできない。産卵管は褐色で棒状。若干上に向かって反っており、体長とほぼ同じ長さ。

## 分布
日本（岩手以南の本州、四国、九州）、朝鮮半島。

## 生態
平地-亜高山帯までの広葉樹林に生息し、特にブナ科樹木に依存する傾向が強い。主に樹冠部にいて警戒心が強いうえ夜行性のためなかなか見つけにくい。
昼間は自ら出した糸で綴り合わせた葉に潜み、夜間這い出してきて行動する。クモの中にも同じように葉を綴って昼間その中に潜む種類が居るが、クモはコロギスのように葉を噛み切ることが出来ないため、住居による区別は容易である。またコロギスの糸には粘りけがない。
主に動物質を食べるが、自分より小さな昆虫の他、地面で轢かれて死んだ虫なども食べる。また樹液や蜜や果実、アブラムシやカイガラムシの排泄物など甘みのある物を好んで摂取する。明かりに来て昆虫を狩ることもあり、このときは若干警戒心が弱まる。
逃げ足は速いが、逃げられないと悟ると突然羽を開いて顔を上げ、威嚇の姿勢をとる。カヤキリなどのクサキリ類に比べると威嚇行動は頻繁で、積極的である。噛みついてくることもあるが、殆どの場合後ずさりしてそのまま逃げてしまう。
羽に発音器がない代わりに脚で物を叩くようにして発音する（タッピング）。メスは産卵管を用いてブナ科の朽ちた材に産卵する。卵はそのまま孵化する物と1回冬を越してから孵化する物とがある。いずれの場合も幼虫は8月頃孵化し、亜終齢幼虫の少し手前まで成長して越冬する。地上の落ち葉や地面近くの葉を綴ってその中で冬の間を過ごす。亜終齢から終齢の翅芽は成虫の羽と同じ色をしており、目立つ。翌年4月頃活動を再開し、6月頃羽化する。

## 分類

### 日本のコロギス属

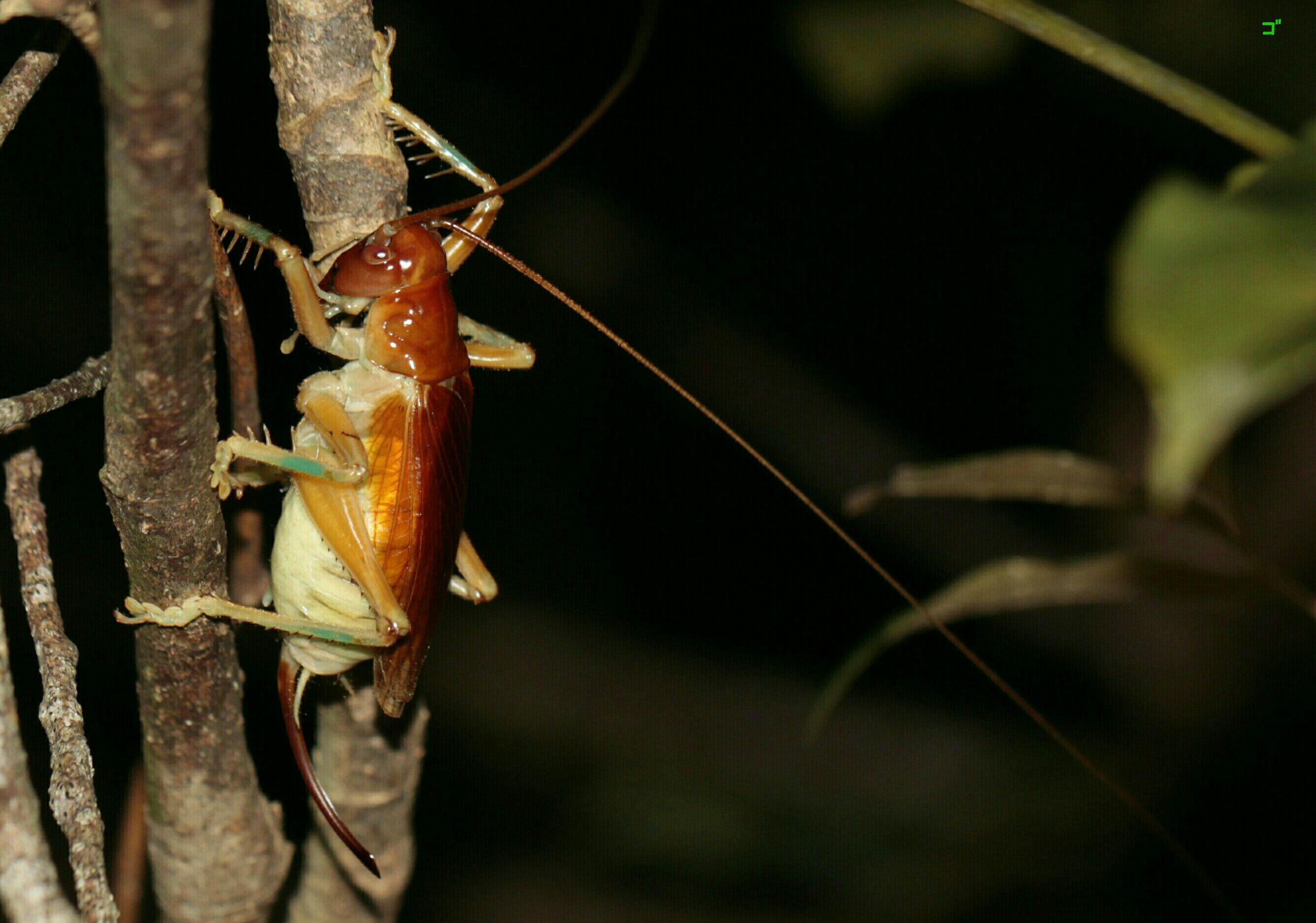
ヒノマルコロギス

- コロギス属 Prosopogryllacris Karny, 1937
  - コロギス Prosopogryllacris japonica (Matsumura et Shiraki, 1908)
岩手以南の本州、四国、九州、韓国。
  - マルモンコロギス Prosopogryllacris okadai Ichikawa, 2001
宝島、奄美大島、加計呂麻島。
  - ヒノマルコロギス ヒノマルコロギス

Prosopogryllacris rotundimacula Ichikawa, 2001
- - 石垣島、西表島。
  - Prosopogryllacris iriomote Gorochov, 2002
西表。 ヒノマルコロギスと同種？
  - ニセヒノマルコロギス Prosopogryllacris gigas Ichikawa, 2001
沖縄島、久米島。

### その他の日本産近似種
- コバネコロギス  (Nippancistroger testaceus Matsumura et Shiraki, 1908)
- ハネナシコロギス (Nippancistroger testaceus Matsumura et Shiraki, 1908)